# Chiesa di Santa Giulia (Carpi)
La chiesa di Santa Giulia è la parrocchiale della frazione di Migliarina nel comune di Carpi, in provincia di Modena. Appartiene alla zona pastorale 4 della diocesi e risale forse ad epoca anteriore all'XI secolo.

## Storia
La prima documentazione storica che attesta la presenza della chiesa di Santa Giulia risale al 1052 quindi la sua fondazione è certamente precedente, probabilmente databile in epoca longobarda. Nei primi tempi dopo la sua edificazione rientrò tra le proprietà del monastero di Santa Giulia di Brescia. Quasi due secoli più tardi, nel 1214, la chiesa fu assoggettata al monastero di San Prospero di Reggio Emilia poi, nel 1470, la nobile casata Pio di Carpi ottenne l'investitura da Federico III d'Asburgo per questo luogo di culto.
Col 1512 papa Giulio II prese atto della nuova situazione e la rese parte integrante della Chiesa di Carpi e la sua rendita divenne appannaggio della cattedrale di Santa Maria Assunta che si stava costruendo in città. L'allora rettore della chiesa di Santa Giulia divenne canonico della collegiata e nuova cattedrale carpigiana. Papa Leone X tre anni dopo diede conferma di tali disposizioni.
Nel 1680 l'edificio sacro fu oggetto di restauri e tra il XIX ed il XX secolo nella parrocchia furono attive varie congregazioni, come la Compagnia del Santissimo Sacramento, la Congregazione del Terz'ordine francescano e la Congregazione della dottrina cristiana.
La parrocchia di Santa Giulia, a causa della crisi vocazionale, è stata abbinata, già dagli anni novanta alla parrocchia dedicata alla conversione di San Paolo Apostolo in Budrione; dal 15 settembre 2020 le due parrocchie sono state affidate alla cura del parroco di Fossoli.
Durante il terremoto dell'Emilia del 2012 la struttura ha subito sensibili danni, in conseguenza dei quali è stata dichiarata inagibile assieme alla chiesa dedicata alla conversione di San Paolo Apostolo a Budrione. Nell'immediatezza dell'evento sono state poste in essere esclusivamente delle contenute azioni di minima salvaguardia in attesa di lavori più organici legati ai necessari interventi di restauro che, per il momento, hanno interessato esclusivamente la chiesa dedicata alla conversione di San Paolo Apostolo a Budrione.

## Descrizione
L'edificio religioso, il cui disegno è opera dell'insigne architetto ottocentesco Achille Sammarini, è semplice, con facciata a capanna che ai lati mostra le ali corrispondenti alle due navate laterali. Il portale principale è protetto da un portico con copertura in coppi sorretto da colonne a base quadrata. La torre campanaria è posta lateralmente sul lato posteriore destro.
L'interno è suddiviso in tre navate.